# Агрегатный станок
Агрегатный станок — металлорежущий станок, который состоит в основном из оптимального числа деталей (унифицированных) кинематически не связанных между собой агрегатов. Единой системой управления задается взаимозависимость и последовательность движения агрегатам станка. В основном агрегатные станки применяются на заводах массового производства. Станки обладают большим экономическим эффектом. На этих станках можно выполнять: сверление, зенкерование, растачивание, фрезерование, нарезание внутренних и наружных резьб, накатывание резьб, некоторые виды токарной обработки. Обычно на них обрабатывают корпусные детали и валы, которые в процессе обработки остаются неподвижными.

## Конструкция агрегатного станка
Агрегатный станок состоит из станины; центрального и наладочного пульта; поворотного стола; гидробака; насосной установки; гидропанели; электрошкафа станка; силового стола; стойки; сверлильной бабки; упорного угольника; расточной панели; резьбового копира; шпиндельной коробки; электрошкафа силовых механизмов; коробки скоростей; делительного стола. На силовой головке и на столе с бабкой монтируются шпиндельные коробки, несущие режущие инструменты. Обрабатываемые детали закрепляются в зажимном приспособлении, которое может быть одно- или многопозиционным. Зажимное приспособление бывает двух основных типов: с горизонтальной осью поворота, то есть на поворотном барабане и с вертикальной осью поворота, то есть установленное на поворотном столе. Силовые сверлильные, фрезерные и другие головки устанавливают на унифицированных кронштейнах, закрепленных на направляющих круглой или прямоугольной станины. Изменяя число головок и их взаимное расположение перестановкой по пазам станины, можно быстро переналадить станок на обработку новой партии заготовок. Заготовки устанавливают на круглом или прямоугольном делительном столе в универсально-сборных или универсально-наладочных приспособлениях. Станки оснащаются устройством программного управления (ЧПУ), размещенным в блоке управления.

## Основные унифицированные узлы агрегатного станка
Агрегатный станок состоит из унифицированных узлов (то есть из типоразмеров, например, в 1966 году в СССР и странах СЭВ был принят ряд из 7 типоразмеров основных силовых узлов агрегатного станка). Основными унифицированными узлами агрегатного станка являются: силовая головка и силовой стол с бабкой.
- Силовые головки различают по технологическому назначению (сверлильные, фрезерные, расточные): по мощности, которая колеблется в пределах 0,1…30 кВт. По типу привода главного движения их подразделяют на головки с электрическим, пневматическим и гидравлическим приводом. В зависимости от расположения привода подач головки делятся на самодействующие и не самодействующие.
- Силовые столы предназначены для установки на них инструментальных бабок (фрезерных, сверлильных и других) с самостоятельным приводом вращения для выполнения рабочего цикла: быстрого подвода, рабочей подачи, быстрого отвода. Столы выпускают шести типоразмеров, нормальной и повышенной точности с максимальной тяговой силой подачи 1…100 кН и мощностью 1…30 кВт. Привод подачи силового узла может быть гидравлическим, механическим или пневмогидравлическим[2].

## Станки с программным управлением
Это многоцелевые станки, которые оснащены магазинами инструментов. Эти станки могут иметь от одной до трех силовых головок, которые перемещаются от устройства ЧПУ по трем либо двум координатам. Их выпускают с горизонтальной и вертикальной осью шпинделя, с поворотным, наклонно-поворотным или продольным столом. На некоторых станках вместо магазина инструментов применяют магазин шпиндельных коробок. Такие магазины выполняют барабанными или в виде цепного конвейера. Чаще всего Агрегатные станки используют в полуавтоматическом цикле, реже их снабжают загрузочными и разгрузочными устройствами, тогда станки работают как автоматы. Агрегатные станки могут входить в автоматические линии. Также они могут работать индивидуально.

## Особенности конструирования
Особенность конструирования состоит в требовании по повышению надёжности работы унифицированных узлов и созданию условий для быстрой перекомпоновки станка на обработку другой детали. Для обеспечения вышеуказанных требований разработали общесоюзные нормали на присоединительные размеры основных узлов. Ведутся работы по созданию быстро переналаживаемых агрегатных станков с применением циклового и числового программного управления для рационального использования в серийном производстве при групповой обработке деталей.
Наибольшее распространение Агрегатные станки получили при механической обработке, когда деталь остаётся неподвижной, а движение сообщается режущему инструменту. На агрегатном станке можно вести механическую обработку инструментами с нескольких сторон, поэтому допускается значительное выделение операций.
По характеру выполняемых операций (фрезерование, растачивание, сверление, подрезание торцов, нарезание резьбы и т. д.) устанавливается число одновременно работающих на одном станке инструментов, которое может доходит до 100 и более. Агрегатные станки имеют высокую производительность, которая зависит от длительности лимитирующей операции и цикла работы.
В 30-х гг. в СССР было начато проектирование и изготовление агрегатных станков впервые на Экспериментальном научно-исследовательском институте металлорежущих станков (ЭНИМС).